# Seth Schwartz
Seth R. Schwartz (geb. 24. Januar 1959) ist ein US-amerikanischer Althistoriker und Inhaber der Lucius N. Littauer Professur für Jüdische Zivilisation der Columbia University.
Schwartz studierte Klassische Philologie an der Yeshiva University (B.A. 1979). Daran schloss sich ein Geschichtsstudium an der Columbia University an (M. A. 1981), wo er 1985 mit einer Arbeit über Flavius Josephus und die Politik in Judäa promovierte. Er unterrichtete vierzehn Jahre am Union Theological Seminary, bevor er 2009 an die Columbia University zurückkehrte.
Sein Forschungsschwerpunkt ist die jüdische Geschichte im Zeitraum zwischen Alexander dem Großen und dem Aufstieg des Islam, wobei er anthropologische und sozialtheoretische Fragestellungen einbezieht.

## Veröffentlichungen (Auswahl)
- Josephus and Judaean Politics. Brill, Leiden 1990.
- Imperialism and Jewish Society, 200 BCE to 640 CE. Princeton University Press, Princeton 2001.
- Das Judentum in der Antike. Von Alexander dem Großen bis Mohammed (The ancient Jews from Alexander to Muhammad, deutsch). Reclam, Stuttgart 2016.